# Grzywna (przystanek kolejowy)
Grzywna – przystanek kolejowy a dawniej stacja w Grzywnej na linii kolejowej nr 207, w województwie kujawsko-pomorskim. Dawniej na terenie przystanku istniały dwa tory oraz perony, gdyż pełnił on rolę mijanki.

## Ruch pasażerski
| Rok  | Wymiana pasażerska na dobę |
| ---- | -------------------------- |
| 2017 | 20-49                      |
| 2022 | 20-49                      |